# Campeonato Mundial de Atletismo em Pista Coberta de 2016 - Mestres 800 m feminino
A prova dos 800 metros mestres feminino do  Campeonato Mundial de Atletismo em Pista Coberta de 2016  foi um evento especial realizado no dia 19 de março em Portland, nos Estados Unidos. Todos os atletas participantes encontram-se na divisão W55. 

## Medalhistas
| Ouro                     | Prata                | Bronze             |
| Helene Marie Douay (FRA) | Lesley Chaplin (USA) | Karen Brooks (GBR) |

## Resultados
| Colocação         | Nome               | Nacionalidade  | Tempo   | Notas |
| ----------------- | ------------------ | -------------- | ------- | ----- |
| Medalha de ouro   | Helene Marie Douay | França         | 2:37.30 |       |
| Medalha de prata  | Lesley Chaplin     | Estados Unidos | 2:37.57 |       |
| Medalha de bronze | Karen Brooks       | Reino Unido    | 2:40.14 |       |
| 4                 | Julie Hayden       | Estados Unidos | 2:40.70 |       |
| 5                 | Deborah Drennan    | Austrália      | 2:42.69 |       |
| 6                 | Cheryl Bellaire    | Estados Unidos | 2:45.05 |       |

Legenda
| Recorde mundial       | Recorde mundial (World record)               |                       | Recorde africano                      | Recorde africano (African) |                                           | Q | Classificado por posição (Qualified) |
| Recorde do campeonato | Recorde do campeonato (Championship record)  | Recorde da América    | Recorde da América (Americas)         | q                          | Classificado por melhor tempo (Qualified) |   |                                      |
| Melhor marca do ano   | Melhor marca do ano (World leading)          | Recorde asiático      | Recorde asiático (Asian)              | DNS                        | Não largou (Did not start)                |   |                                      |
| Recorde nacional      | Recorde nacional (National record)           | Recorde europeu       | Recorde europeu (European)            | DNF                        | Não terminou (Did not finish)             |   |                                      |
| Recorde pessoal       | Recorde pessoal do atleta (Personal best)    | Recorde da Oceania    | Recorde da Oceania (Oceania)          | DSQ / DQ                   | Desclassificado (Disqualified)            |   |                                      |
| Recorde da temporada  | Recorde da temporada do atleta (Season best) | Recorde sul-americano | Recorde sul-americano (South America) | NM                         | Sem marca (No mark)                       |   |                                      |